# Емманюель Фрем'є

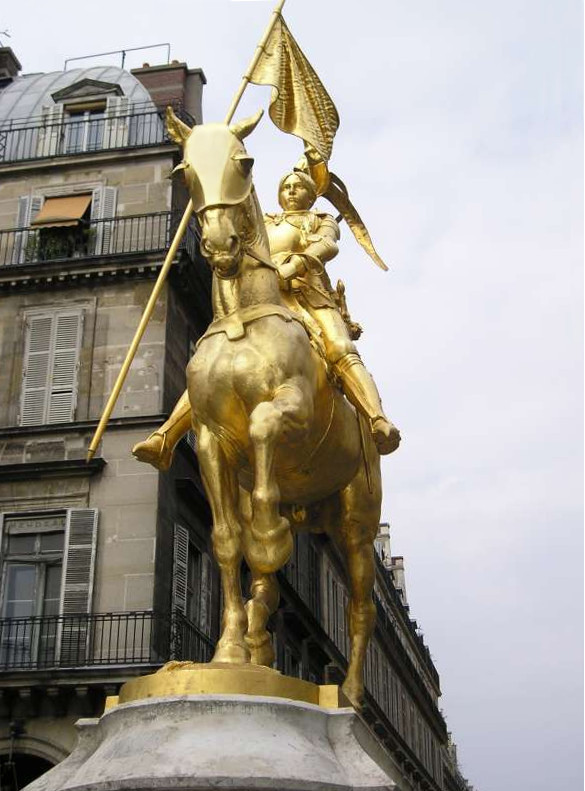
Статуя Жанни д'Арк, Париж

Емманюель Фрем'є (фр. Emmanuel Frémiet, 6 грудня 1824, Париж — 10 вересня 1910, Париж) — найбільший французький скульптор-анімаліст XIX століття; працював у традиціях натуралізму та неокласицизму.

## Життя та творчість
Народився в сім'ї середнього достатку, тісно пов'язаної з мистецтвом. Двоюрідна сестра — Софі — була одружена з відомим скульптором Франсуа Рюдом.
У 13 років вступає до паризької школи декоративного мистецтва. Потім був учнем свого дядька Ф. Рюда.
У 1845 виставляє свою першу роботу, скульптуру газелі, на Паризькому Салоні. Згодом створює численні невеликі бронзові статуетки тварин, за які здобуває різні премії та нагороди.
У 1849 отримує перше офіційне (державне) замовлення; надалі неодноразово виконував такі роботи, особливо численні його статуї, що прикрашають вулиці та площі Парижа.
У 1855—1859 працює над замовленням імператора Наполеона III — серією статуй вершників на конях.
Під час франко-прусської війни 1870 і наступної облоги Парижа скульптор їде зі столиці, його будинок розграбувано. Після війни виконує роботи в Німеччині (Верхня Сілезія), в Румунії та на батьківщині, очолює відділення скульптури в Луврі, займається викладацькою діяльністю, виконує декілька замовлень для Музею природознавства в Парижі.
У 1887 на паризькому Салоні удостоюється Почесної медалі за скульптуру «Горила, яка викрадає жінку».
З 1892 — член Академії образотворчих мистецтв і професор живопису при Національному музеї природної історії в Парижі. Був одним із найвідоміших скульпторів, що зображували тварин. В даний час бронзові мініатюри роботи Фрем'є високо цінуються фахівцями та колекціонерами.
Одним із його учнів є Пол Вейланд Бартлетт.
Його дочка Марі у 1883 вийшла заміж за композитора Габріеля Форе.

## Галерея

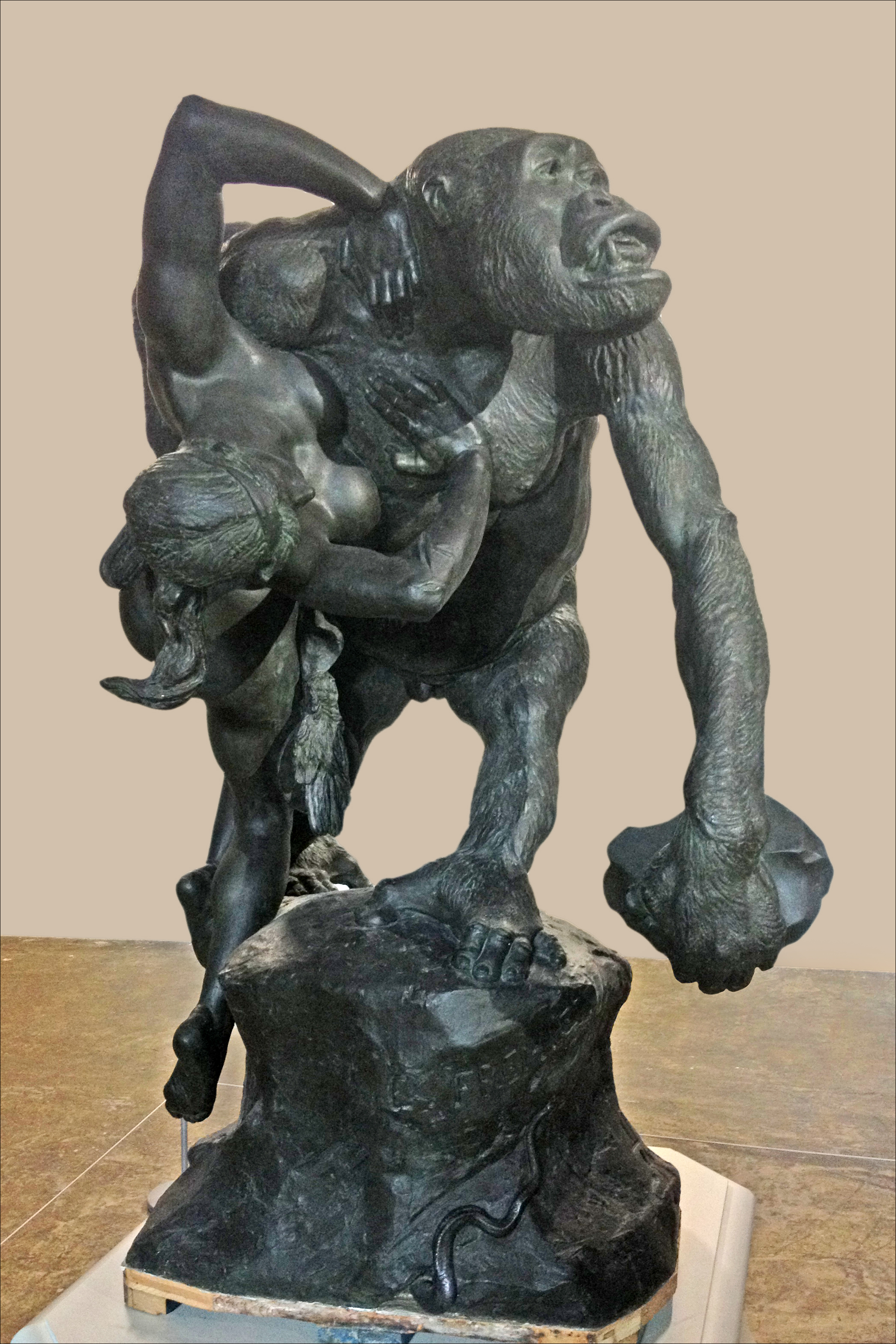
Горила, що викрадає жінку
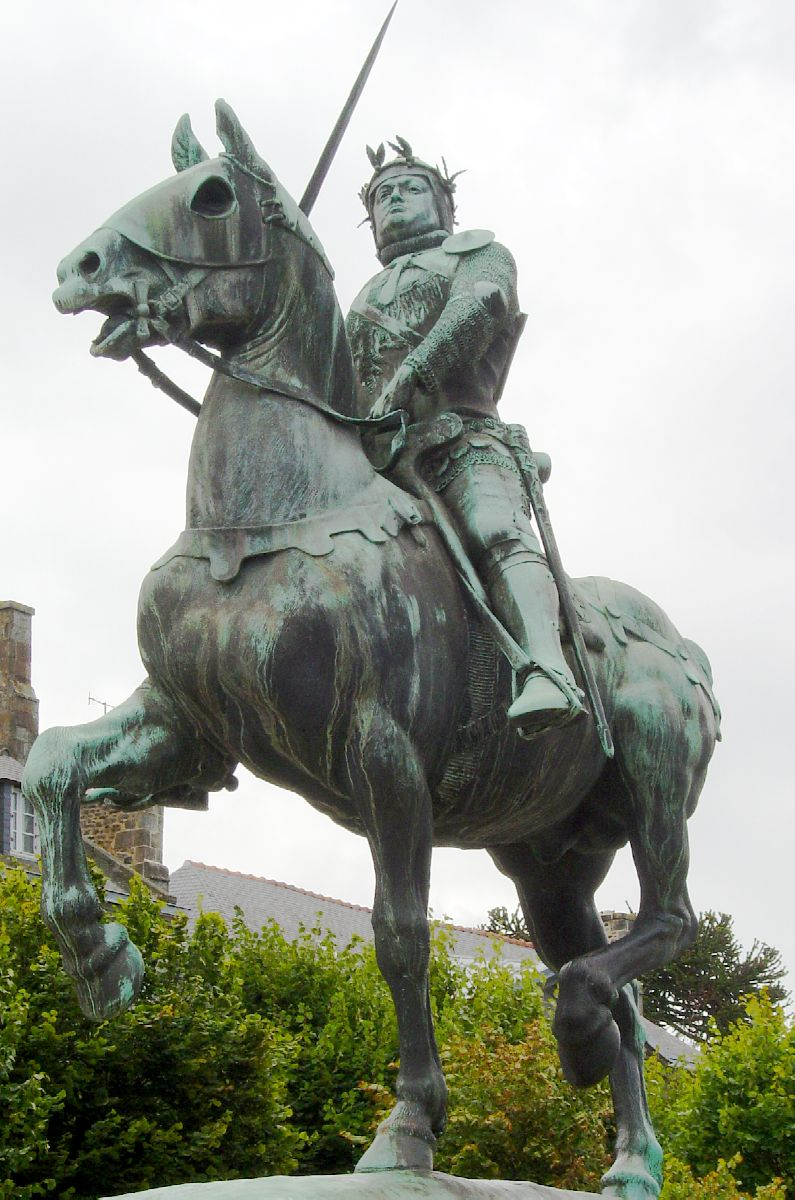
Бертран дю Геклен у Дінані
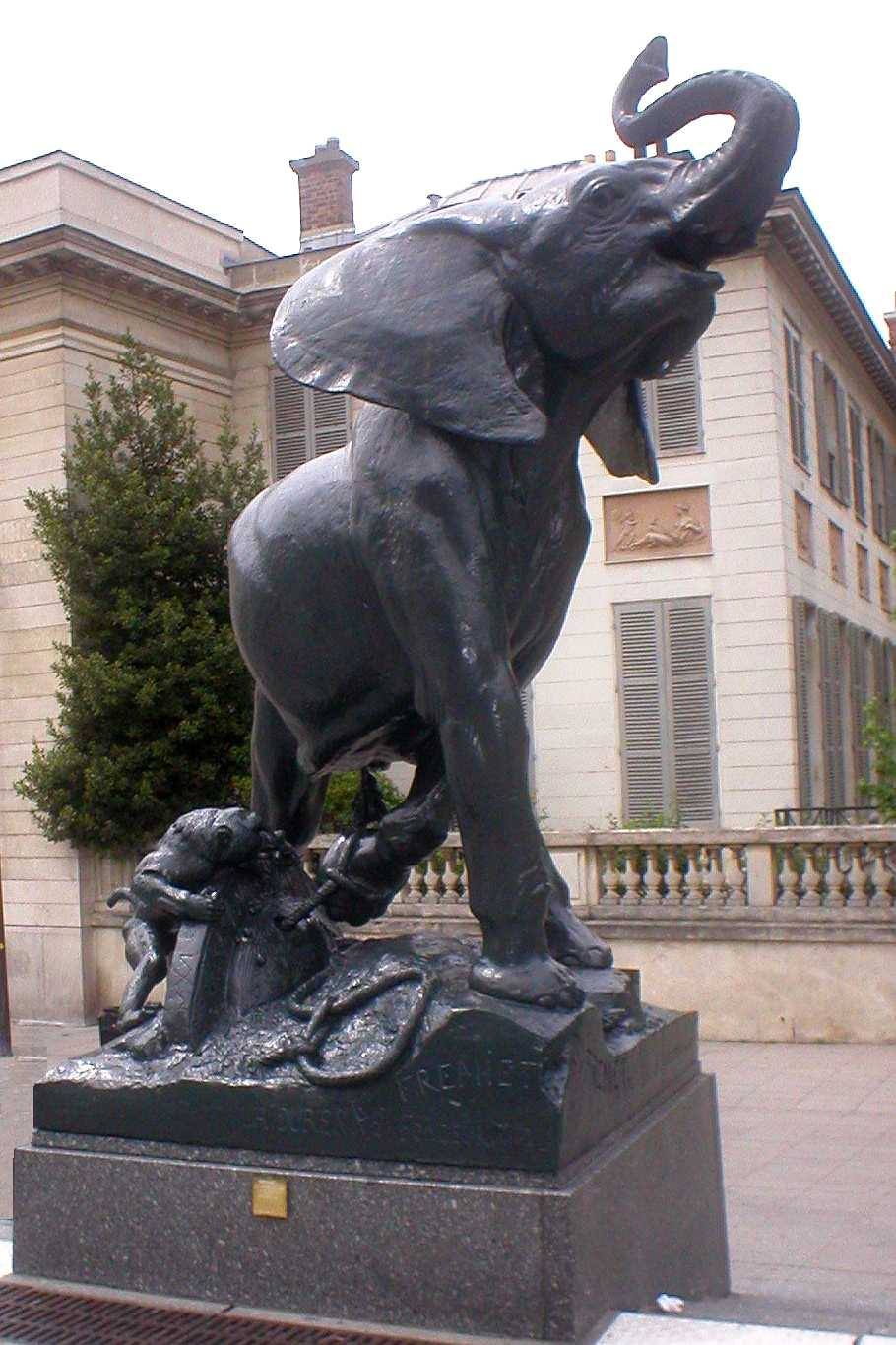
Молодий слон у пастці, Музей д'Орсе, Париж
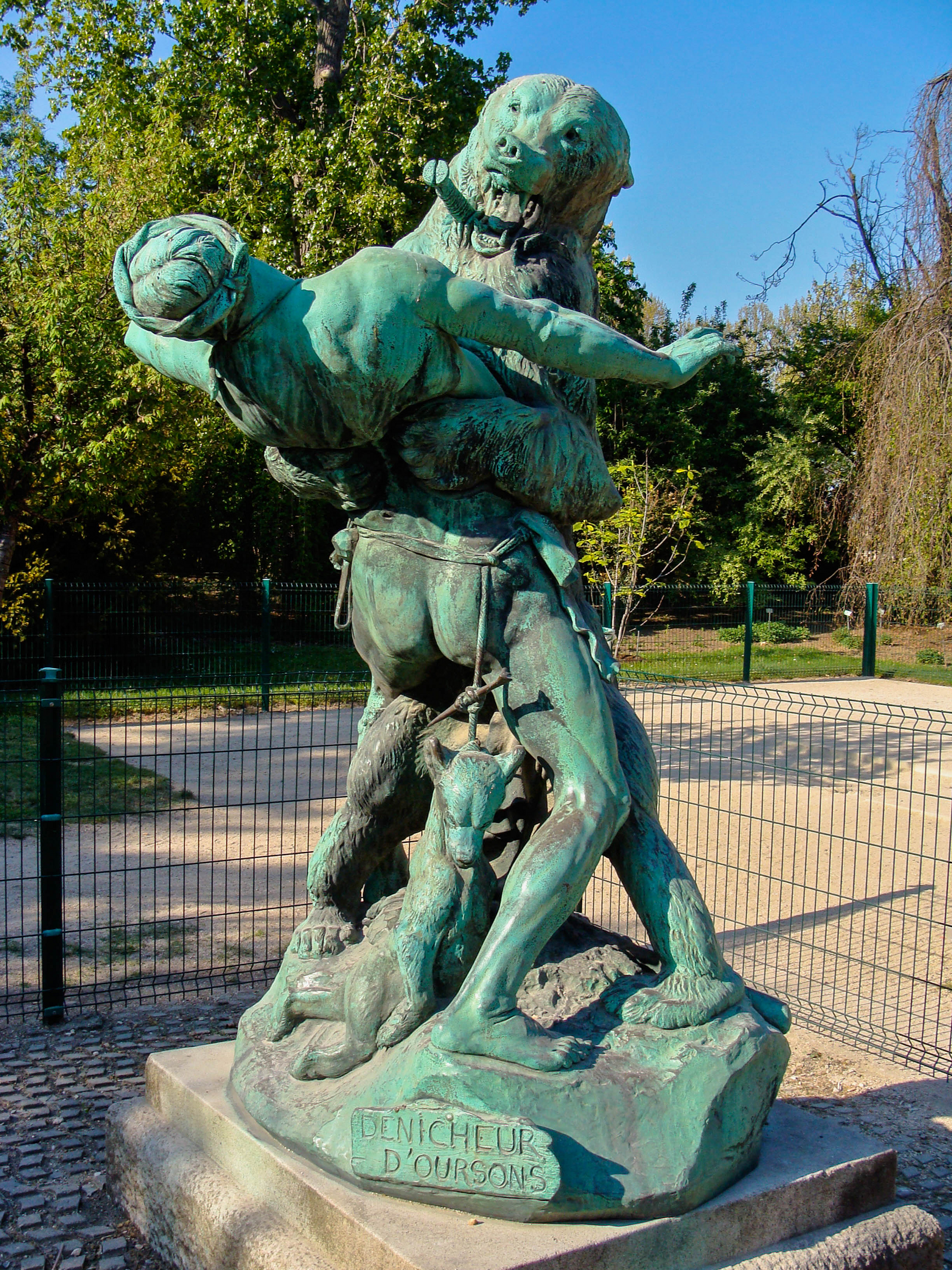
Мисливець на ведмежат, Сад Рослин, Париж